# Пауков, Никита Устинович
Никита Устинович Пауков (15 сентября 1901, Леженьки, Курская губерния — 29 сентября 1987, Магнитогорск, Челябинская область) — советский рабочий-металлург, старший мастер сортопрокатного цеха Магнитогорского металлургического комбината. Герой Социалистического Труда (1958).

## Биография
Никита Пауков родился в селе Леженьки Тимского уезда (ныне в Тимском районе Курской области). Получил начальное образование. Работал пастухом, землекопом и землепашцем, был членом сельскохозяйственной коммуны имени Карла Маркса в родном селе.
В 1919 году вступил в ряды Рабоче-крестьянской Красной Армии, участвовал в гражданской войне, демобилизовался в 1924 году. В январе 1924 года красноармеец Никита Пауков участвовал в похоронах Владимира Ильича Ленина. В том же году поступил на работу на Мариупольский металлургический завод, где работал грузчиком в мартеновском цехе, крючочником в прокатных цехах, а затем вальцовщиком «300» и «450». В 1930 году он перешел на работу на Алчевский металлургический завод, работал старшим вальцовщиком.
Член Всесоюзной коммунистической партии (большевиков) с 1929 года.
В 1934 году Паукова вызвали в Москву в Наркомат тяжелой промышленности, где предложили работу на прокатном производстве Магнитогорского металлургического комбината, Пауков согласился и в том же году приехал в Магнитогорск. В августе 1934 года был введен в эксплуатацию сортопрокатный стан «500», тогда же на стан устроился работать Никита Устинович Пауков.
Был активным участником стахановского движения, стан «500», где работал мастер Пауков, уже в ноябре 1935 года выполнил годовой план. Бригада инженера Лаура, в которой трудился Пауков, добивалась значительных трудовых успехов, так в том же 1935 году бригада добилась превышения производственной мощности стана «500» в два раза. В августе 1937 года принял участие в совещании стахановцев области в Челябинске.
Три года проработал помощником начальника сортопрокатного цеха по производству, а с 1940 года был обер-мастером цеха. Во время Великой Отечественной войны продолжал трудиться в родном цехе, способствовал освоению фасонных и облегченных профилей проката, которые были необходимы для военной промышленности, в том числе для танкостроения.
Вёл активную рационализаторскую деятельность, так в 1947 году было реализовано его предложение по изменению калибровок при прокатке угловых профилей и швеллера, что позволило сократить простой стана и сэкономить значительные средства. Пауков способствовал вторичному использованию рабочих валков стана, что привело к увеличению сроков их использования.
В 1955 году в составе группы магнитогорских металлургов посетил Кузнецкий металлургический комбинат в городе Сталинске (ныне Новокузнецк). С 1962 года вышел на пенсию. Никита Устинович Пауков подготовил много металлургов-прокатчиков, передавал опыт металлургам из социалистических стран.
В 1958 году, в честь первого празднования Дня металлурга был награждён званием Героя Социалистического Труда, награда была вручена 18 сентября того же года секретарём Челябинского обкома КПСС Н. В. Лаптевым. За свою трудовую деятельность был награждён многими орденами и медалями.
Никита Устинович был женат на Станиславе Станиславовне Пауковой (1905—2000). Умер 29 сентября 1987 года, похоронен 1 октября на Правобережном кладбище города Магнитогорска

## Награды и звания
- Герой Социалистического Труда (Указ Президиума Верховного Совета СССР 19 июля 1958 года, орден Ленина и медаль «Серп и Молот») — за выдающиеся успехи, достигнутые в деле развития чёрной металлургии[1]
- орден Ленина (1949)[18]
- орден Трудового Красного Знамени (1956)
- орден «Знак Почёта» (1952)[19]
- медаль «За трудовое отличие»[3]
- медаль «За трудовую доблесть»[3]
- медаль «В ознаменование 100-летия со дня рождения Владимира Ильича Ленина»[3]
- Почётный металлург СССР (1949)[5]

## Публикации
- Никита Устинович Пауков. Это мой долг // Магнитогорский металл. — Магнитогорск, 1957. — Вып. 12-13. — С. 3.